# Румбеке (замок)
Румбеке (фр. Château de Rumbeke, нидерл. Kasteel van Rumbeke) — средневековый замок расположенный в районе Румбеке, одном из южных пригородов города Руселаре, в провинции Западная Фландрия, Бельгия. По своему типу относится к замкам на воде. Комплекс является одной из старейших резиденций эпохи Возрождения в Бельгии.

## История

### Ранний период

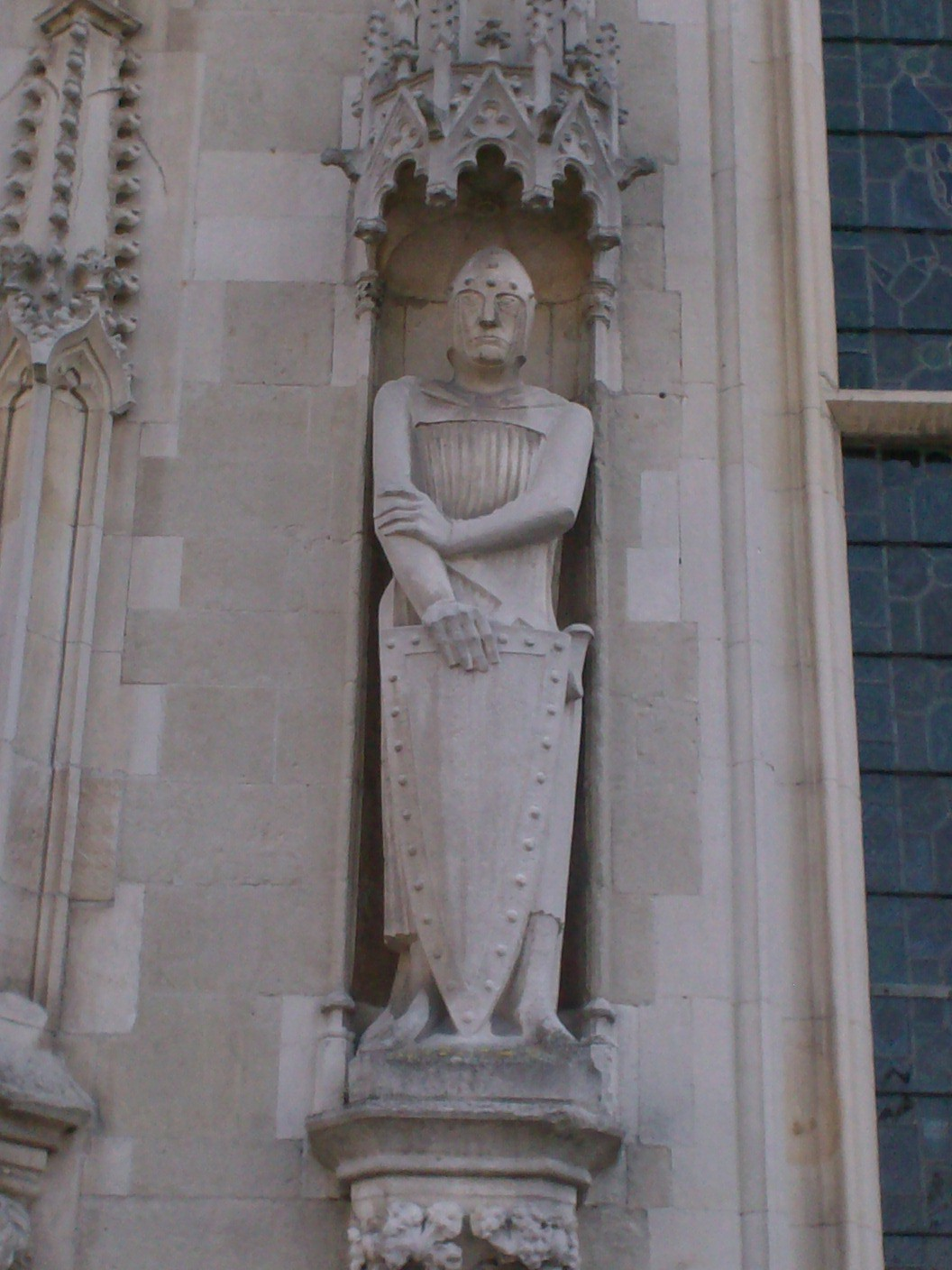
Статуя Бодуэна I на ратуше в Брюгге

Согласно легенде, в 862 году Бодуэн I (известный также под прозвищем «Железная Рука»), граф Фландрии, похитил из монастыря в Санлисе Юдифь, дочь императора Запада  Карла II Лысого. После этого похититель приехал вместе с девушкой в небольшой укреплённый форт, расположенный на месте нынешнего замка. Здесь Бодуэн I надеялся остаться в безопасности и основал свою постоянную резиденцию. Юная Юдифь, похоже, последовала за графом по собственной воле. При этом в свои 17 лет она уже дважды успела побывать замужем. Карл II Лысый был в ярости. Но после вмешательства римского папы всё уладилось и молодые смогли официально обвенчаться в Осере. Это событие совпало с возникновением независимого графства Фландрия. Бодуэн I стал основателем могущественного Фландрского дома.
Документального подтверждения основанию замка в 862 году нет. Но известно, что в ту эпоху на месте современного комплекса в долине реки Стерребоc уже имелся укреплённый усадебный дом, который был центром дворянского поместья.

### Эпоха Ренессанса

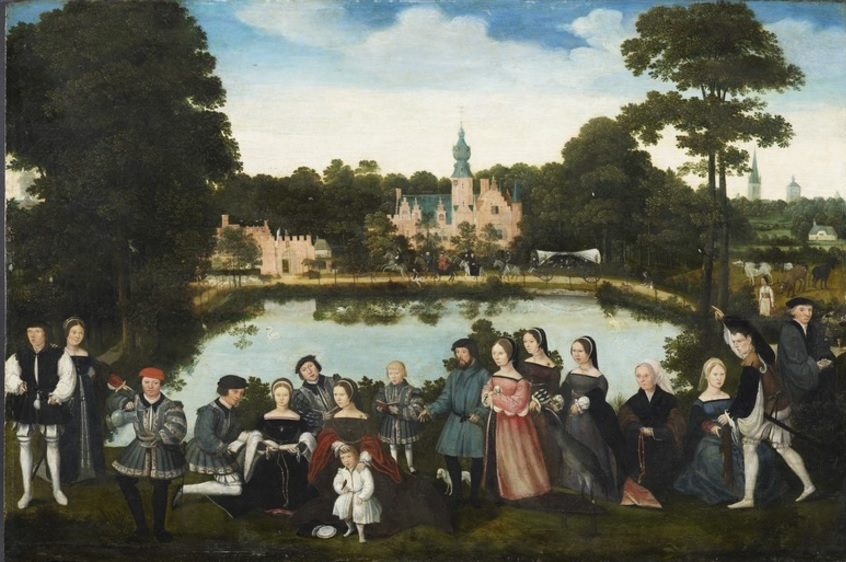
Томас I Тьеннский и члены его семьи на фоне замка Румбеке. Картина второй четверти XVI века

В начале XVI века дворянин Жак I Тьенн, первый достоверно известный владелец Румбеке, превратил усадебный дом в свою постоянную жилую резиденцию. Он возвёл здесь восьмиугольную каменную башню с конической крышей, а рядом — часовню. Для безопасности комплекс окружали пруды и рвы, наполненные водой из реки Стерребос. Попасть на образовавшийся остров можно было по подъёмному мосту.
У Жака I Тьенна был сын — Томас I Тьеннский. В 1535 году он расширил замок и провёл масштабную реконструкцию. В результате было построено жилое двухэтажное здание с высокой крышей. Его окружали уже шесть выступающих восьмиугольных башен с конусообразными крышами. С той поры Румбеке обрёл свой современный вид. Последующие ремонты принципиально ничего не изменили.
Во время войн, которые вёл Людовик XIV, замок серьёзно пострадал. Но позднее был воссатновлен в первозданном виде.

### XVIII-XIX века
В 1730 году главный вход в замок перенесли в южную часть комплекса. Через год построили ещё два входа — западный и восточный.  Над аркой восточного входа находится герб семьи Тьенн. 

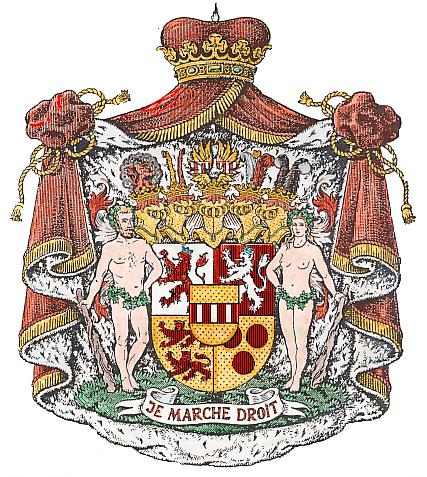
герб рода Лимбург-Штирум

Через некоторое время замок перешёл по наследству графам Лимбург-Штирум. В собственности этого рода Румбеке находился вплоть до конца XX века. 
Около 1780 года в ходе очередной реконструкции оборонительные рвы с южной стороны засыпали. 
На рубеже XVIII-XIX веков замок вновь оказался в центре боевых действий. События Великой французской революции и Наполеоновские войны привели к разграблению комплекса в Румбеке. Но стены и башни не были разрушены. После реставрации Бурбонов графы Лимбург-Штирум постепенно восстановили родовой резиденцию.

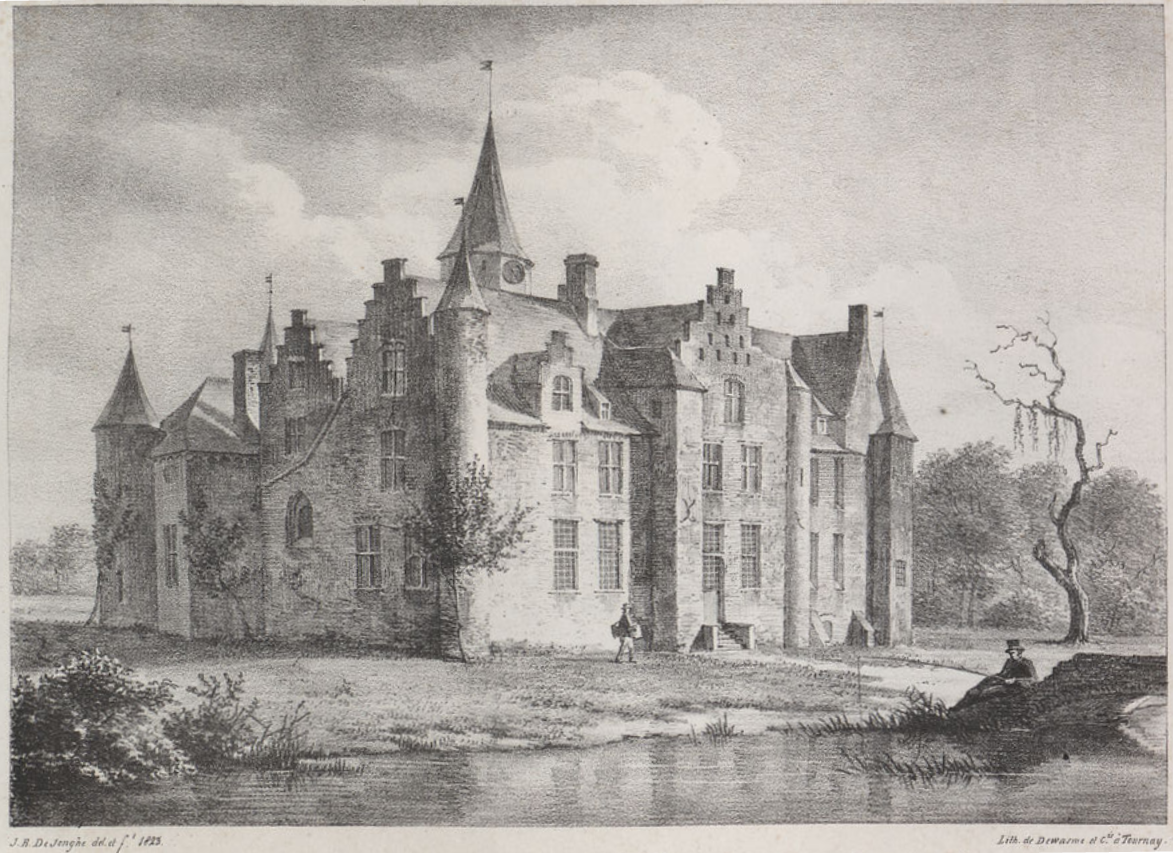
Замок на рисунке 1823 года

В 1814 году, как только восстановилась деятельность Общества Иисуса, владельцы замка пригласиили в Румбеке первых бельгийских иезуитов — четырёх отцов веры и семерых молодых людей. Духовным руководителем этой группы стал преподобный отец Анри Фонтейн.
В XIX веке проводилась масштабная реконструкция замка, которая в первую очередь касалась окружающих территорий. Вокруг комплекса разбили просторный пейзажный парк. За образец был взят венский парк Пратер. Кроме того, рядом появился новый сельскохозяйственный комплекс, получивший название Стерребос.

### XX век
В XX веке замок дважды оказывался в зоне активных боевых действий — во время Первой и Второй мировых войн. Оба раза он на несколько лет оказывался на оккупированной немцами территории Бельгии.
В годы Первой мировой войны в Румбеке некоторое время проживал барон Манфред фон Рихтгофен. Этот немецкий лётчик, летавший на истребителе считается лучшим асом своего времени.
Во время Второй мировой войны замок служил местом размещения германских офицеров вермахта. Здесь разместились некоторые службы оккупационной армии. Повреждения старинных паркетных полов, нанесенные подковами каблуков сапог немецких офицеров до сих можно увидеть в некоторых помещениях замка.
С 1961 по 1965 год в Румбеке проводилась комплексная реставрация. Этими работами руководил архитектор Жак Вьен. 
В 1988 году граф Гийом де Лимбург-Штирум продал замок компании NV Sterrebos. Эта организация, принадлежащая правительству провинции Западная Фландрия, с тех пор является владельцем комплекса. Замок и окружающий его парк стали частью владения Стерребос — большой зоны отдыха.
В 2004 году в Румбеке ещё раз провели ремонт. Причём использовались аутентичные стройматериалы и старинные технологии, позволяющие сохранить замок в том виде, в каком он существовал ещё в XVI веке.

## Описание замка

### Резиденция

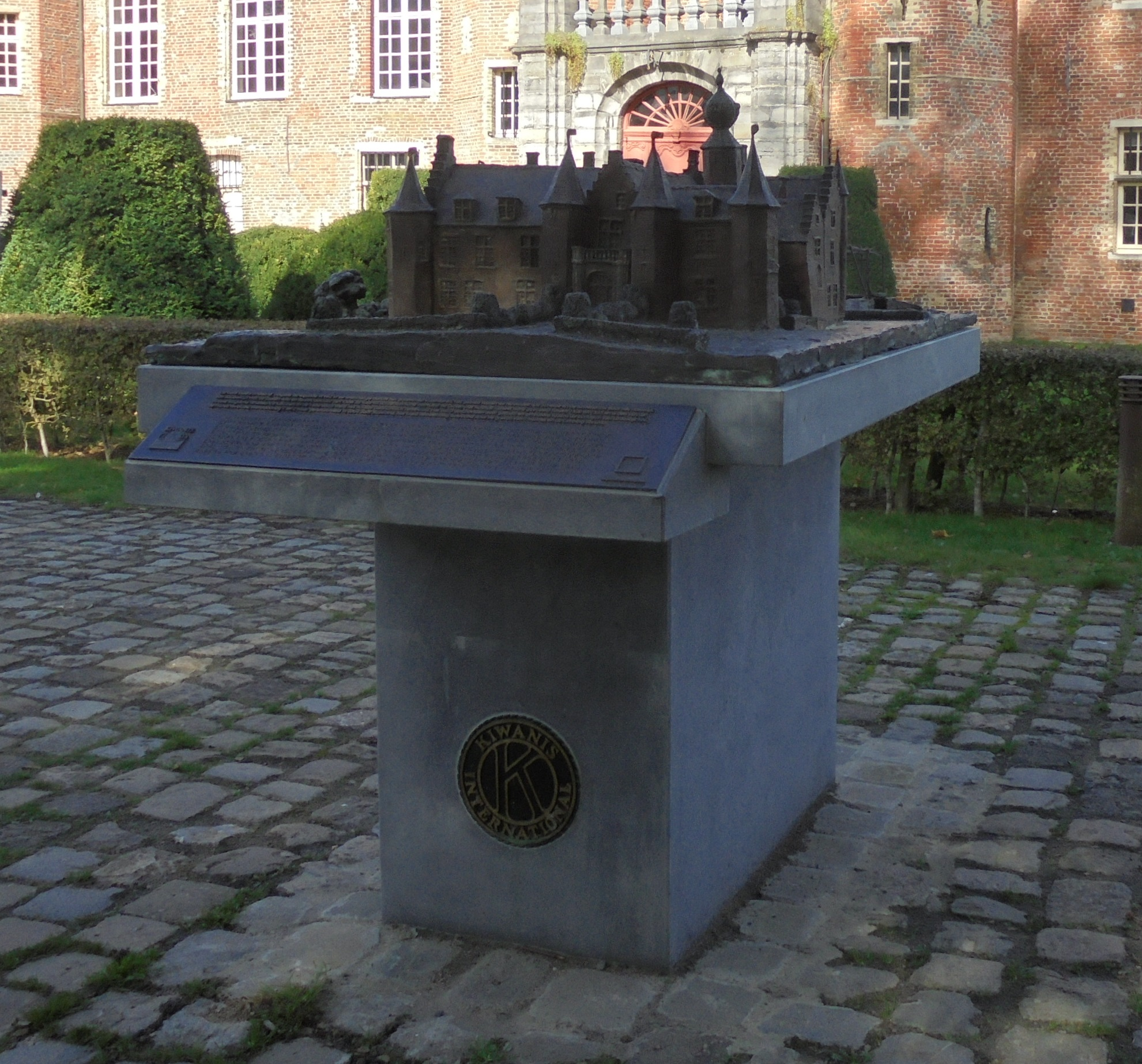
Бронзовый макет замка перед южным фасадом

Замковый комплекс по форме представляет собой прямоугольник. Внутри в западной части имеется небольшой открытый дворик, а востока выступающие крылья образуют назамкнутый двор. По углам к основному зданию примыкают восьмиуголные башни. Ещё две пристроены у главного входа. Фасады выдержаны в достаточно строгом стиле с минимальным количеством украшений. В верхней части ряла фасадов сохранились архитектурные решения в стиле ступенчатый щипец. Все здания двухэтажные и над каждым имеется ещё один мансардный этаж. В комплекс встроена крупная замковая капелла, над которой возвышается башенка с луковичной крышей.

### Замковый парк

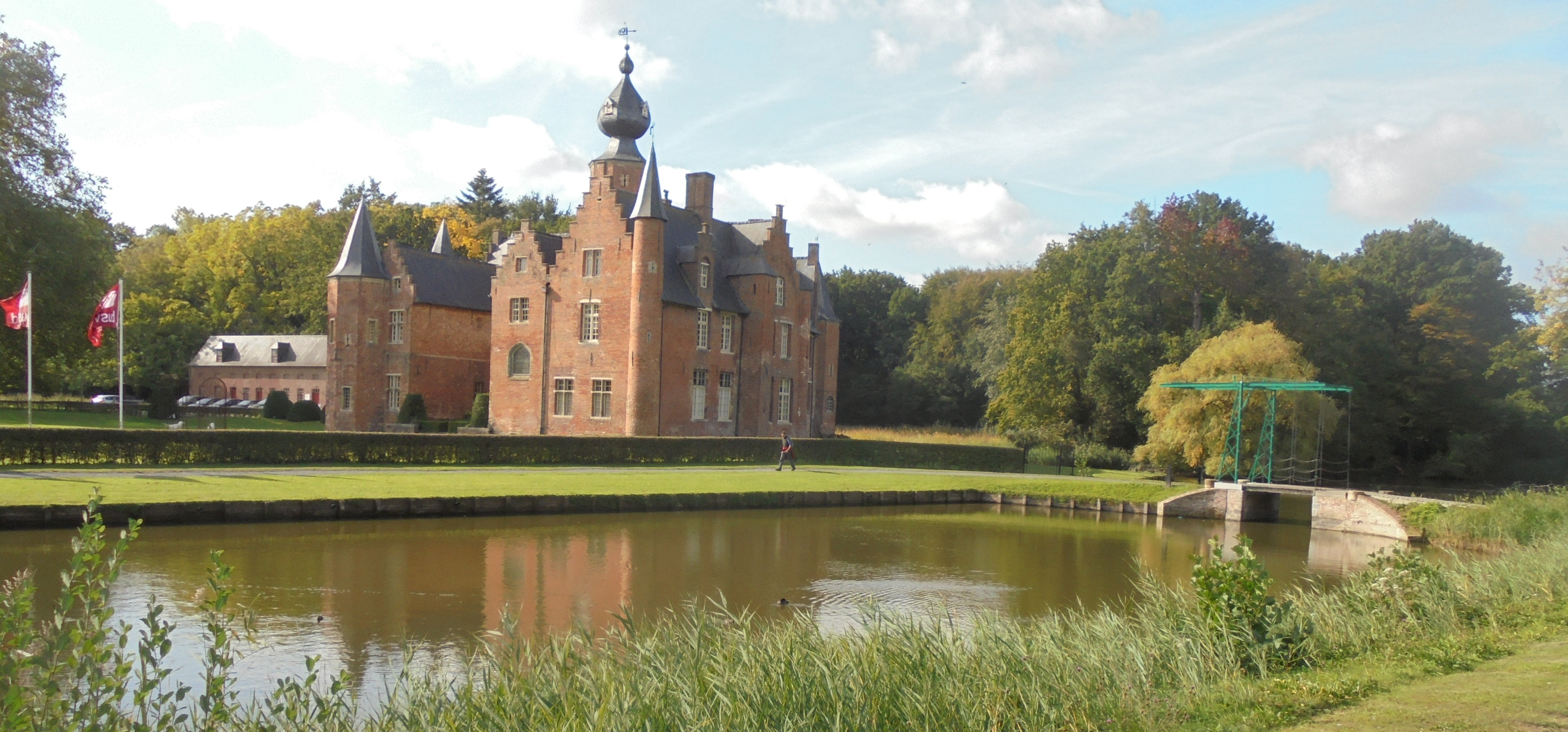
Замок на фоне парка

Парк состоит из большого луга, системы прудов и небольшого леса. Непосредственно перед замком растёт огромный платан, возраст которого, вероятно превышает 300 лет. В северной части луга сохранились старинные декоративные ворота с четырьмя кирпичными колоннами. В восточной части парка остались массивные арочные кирпичные ворота. Сквозь лес проложены прямые лучи дорожек, сходящихся в одном месте к северо-западу от замка.
Также в парке находится мемориал памяти семи бельгийских солдат. Они погибли 26 мая 1940 года рядом с замком, когда армия Бельгии пыталась сдержать мощное немецкое наступление. 

## Современное использование
Территория усадьбы владения Стерребос превращена в популярное место семейного отдыха для жителей региона. К югу от замка построен ресторанный комплекс и детская игровая площадка. Парк и замок открыты для посетителей.
Бывшая графская резиденция используется как культурно-образовательный центр. Здесь возможно проведение семинаров и конференций. Одновременно в замке можно проводить прзадничные мероприятия: юбилейные банкеты, корпоративные встречи или свадебные торжества.

## В массовой культуре
Замок можно увидеть в комедии «Это счастливое прикосновение» с Роджером Муром и Шелли Уинтерс в главных ролях. Съёмки проходили в Румбеке в 1975 году.

## Галерея

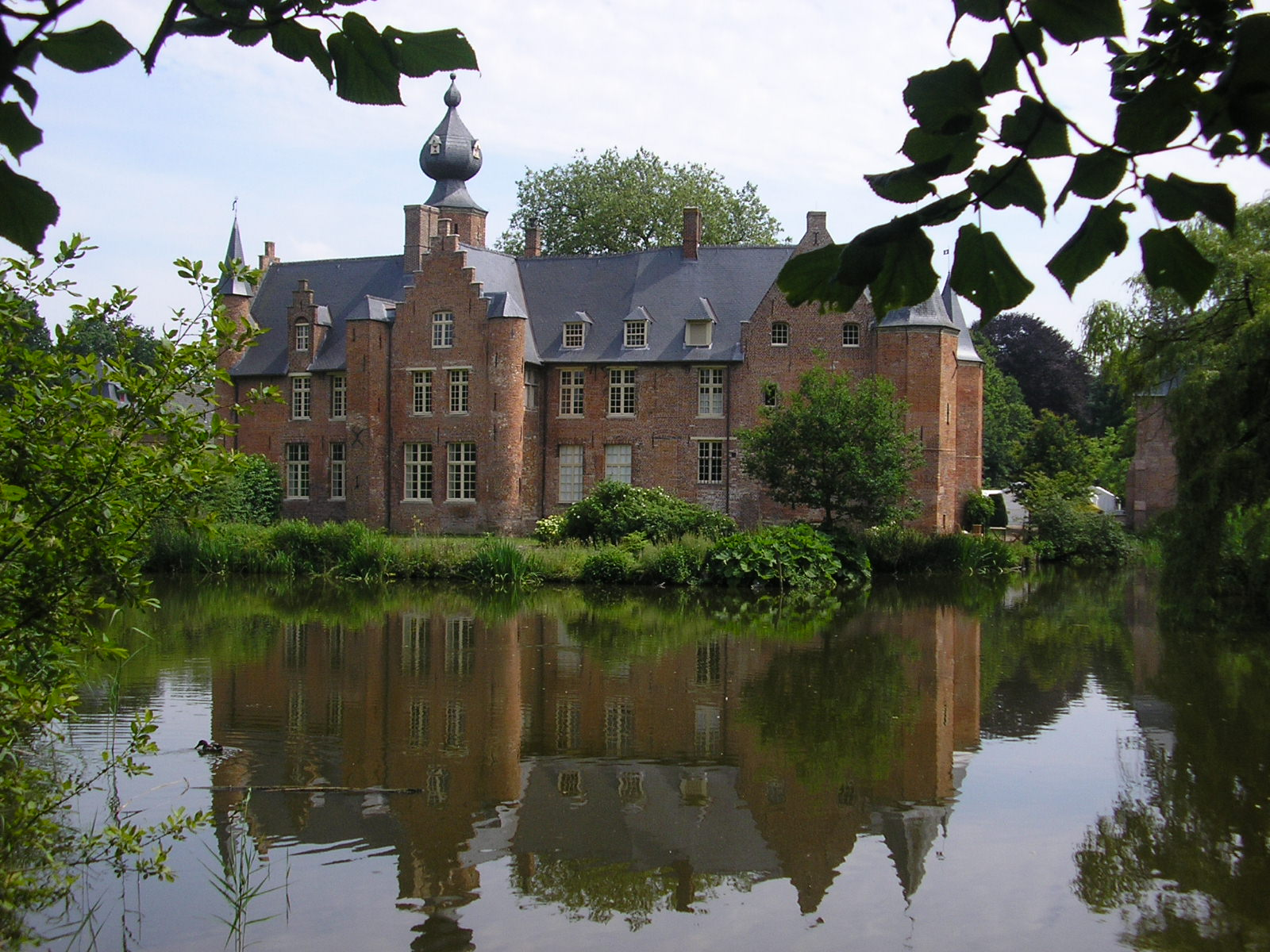
Вид замка со стороны пруда
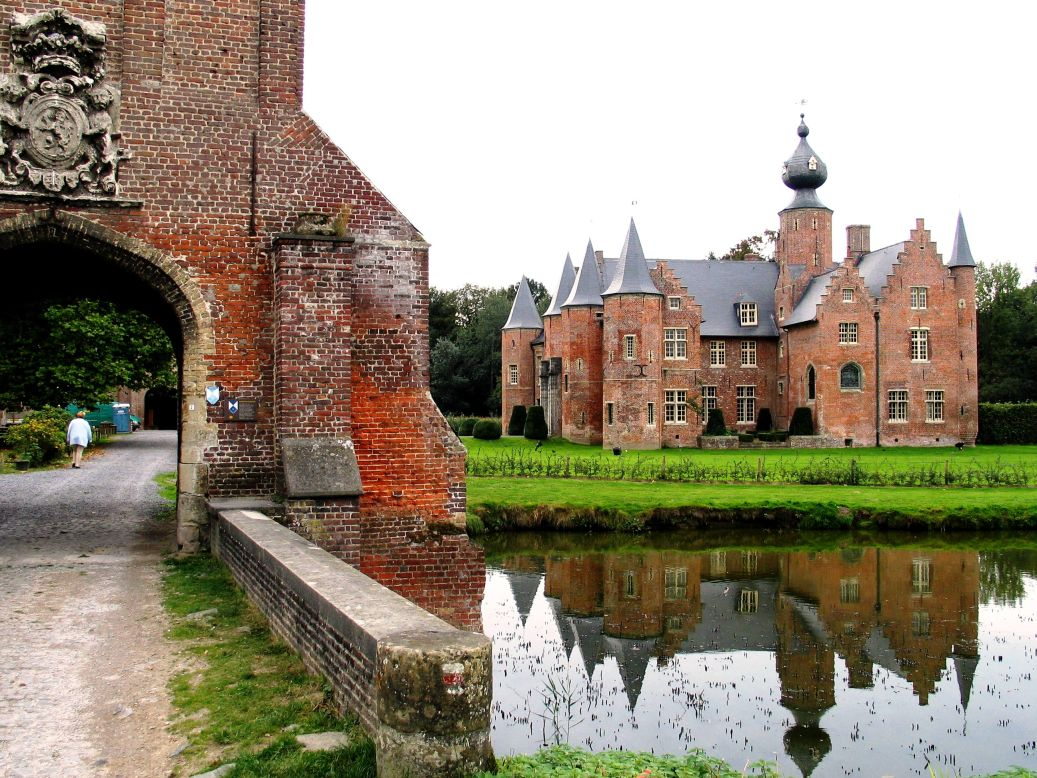
Замок и востоные ворота
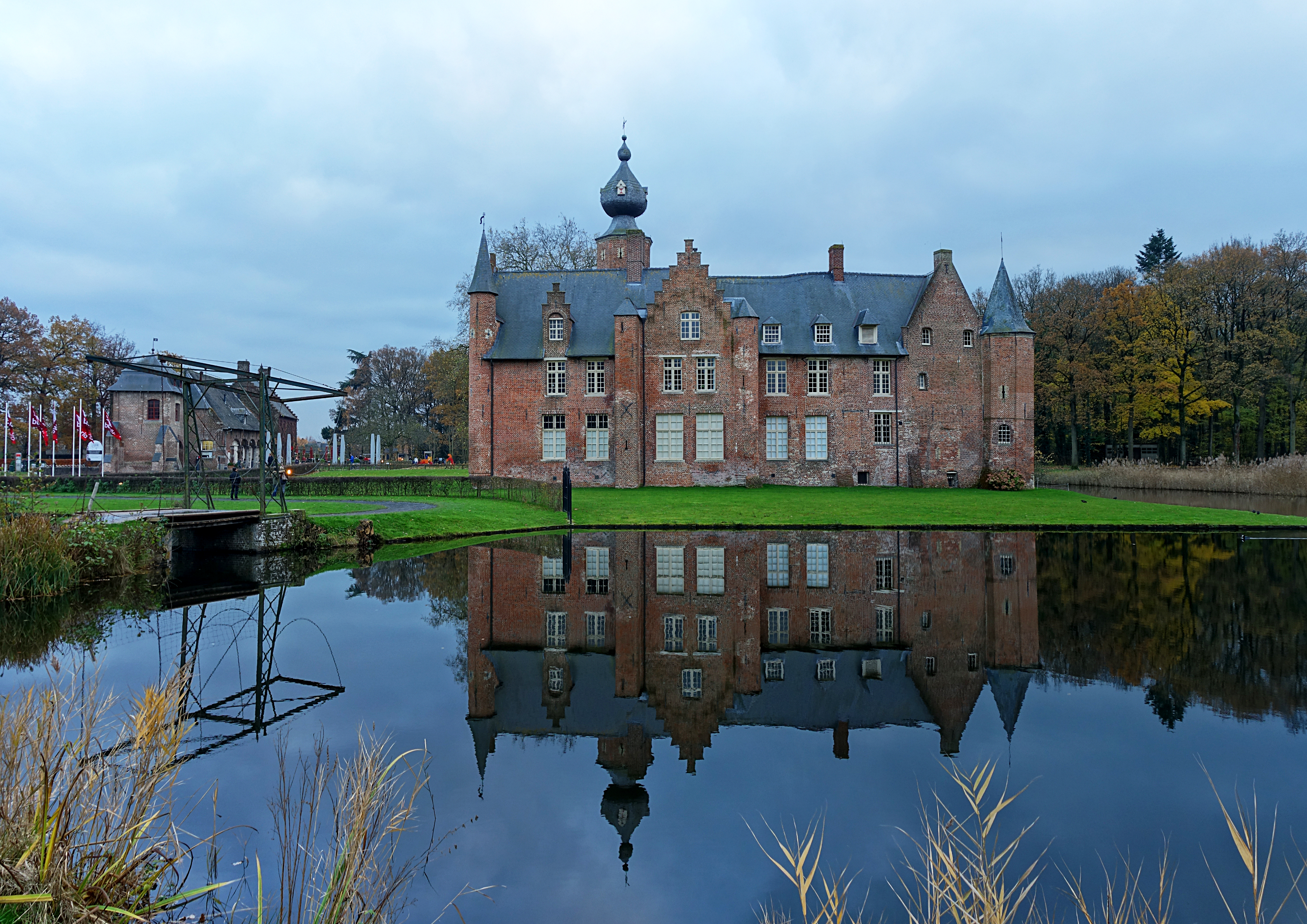
Вид замка с северной стороны
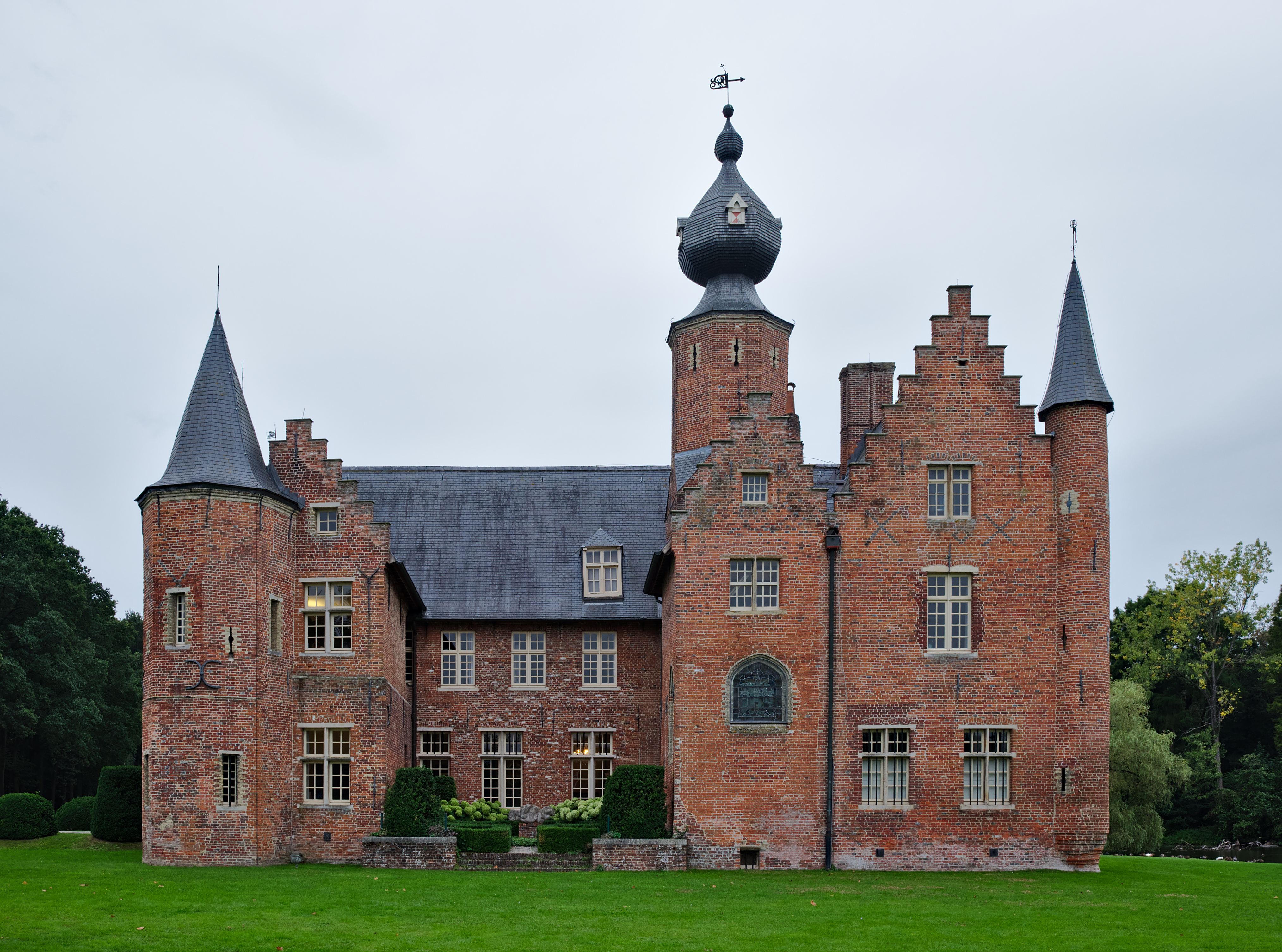
Вид комплекса с восточной стороны
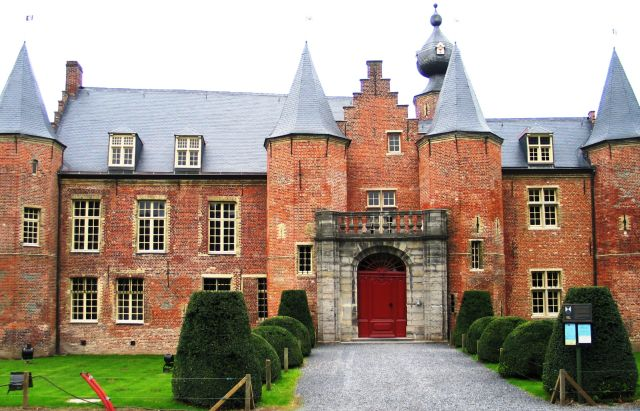
Главный вход в замок